# Breitenbuch (Gemeinde Bromberg)
Breitenbuch ist eine Ortschaft der Gemeinde Bromberg in Niederösterreich.

## Geografie
Die Rotte liegt nördlich von Bromberg und ist über die Landesstraße L4100 erreichbar. Zur Ortschaft gehört auch der Weiler Stupfenreith, die sich nördlich von Breitenbuch befindet. Am 1. Jänner 2024 hatte die Ortschaft 52 Einwohner. In Breitenbuch liegt die Quelle der Wasserversorgungsanlage Bromberg-Schlattental, mit der das gesamte Gemeindegebiet mit Trinkwasser versorgt wird.

## Geschichte
Im Jahr 1822 wurde der Ort als zum Amt Schlatten gehörendes Dorf mit 16 Häusern genannt, das nach Bromberg eingepfarrt war, wohin auch die Kinder eingeschult wurden. Die Herrschaft Kirchschlag besaß die Ortsobrigkeit und besorgte die Konskription. Die Landgerichtsbarkeit wurde vom Magistrat Wiener Neustadt ausgeübt. Die Untertanen und Grundholde des Ortes gehörten der Herrschaft Kirchschlag. Laut Adressbuch von Österreich waren im Jahr 1938 in Breitenbuch ein Schmied, ein Schuster, ein Tischler, und einige Landwirte mit Ab-Hof-Verkauf ansässig.